# ليوبولد كوريفو
ليوبولد كوريفو هو سياسي كندي، ولد في 23 يناير 1926 في ثيتفورد ماينز في كندا، وتوفي في 16 يوليو 1998. نشط حزبياً في الحزب الليبرالي الكندي. وقد انتخب عضو مجلس العموم الكندي.